# Per Arne Glorvigen

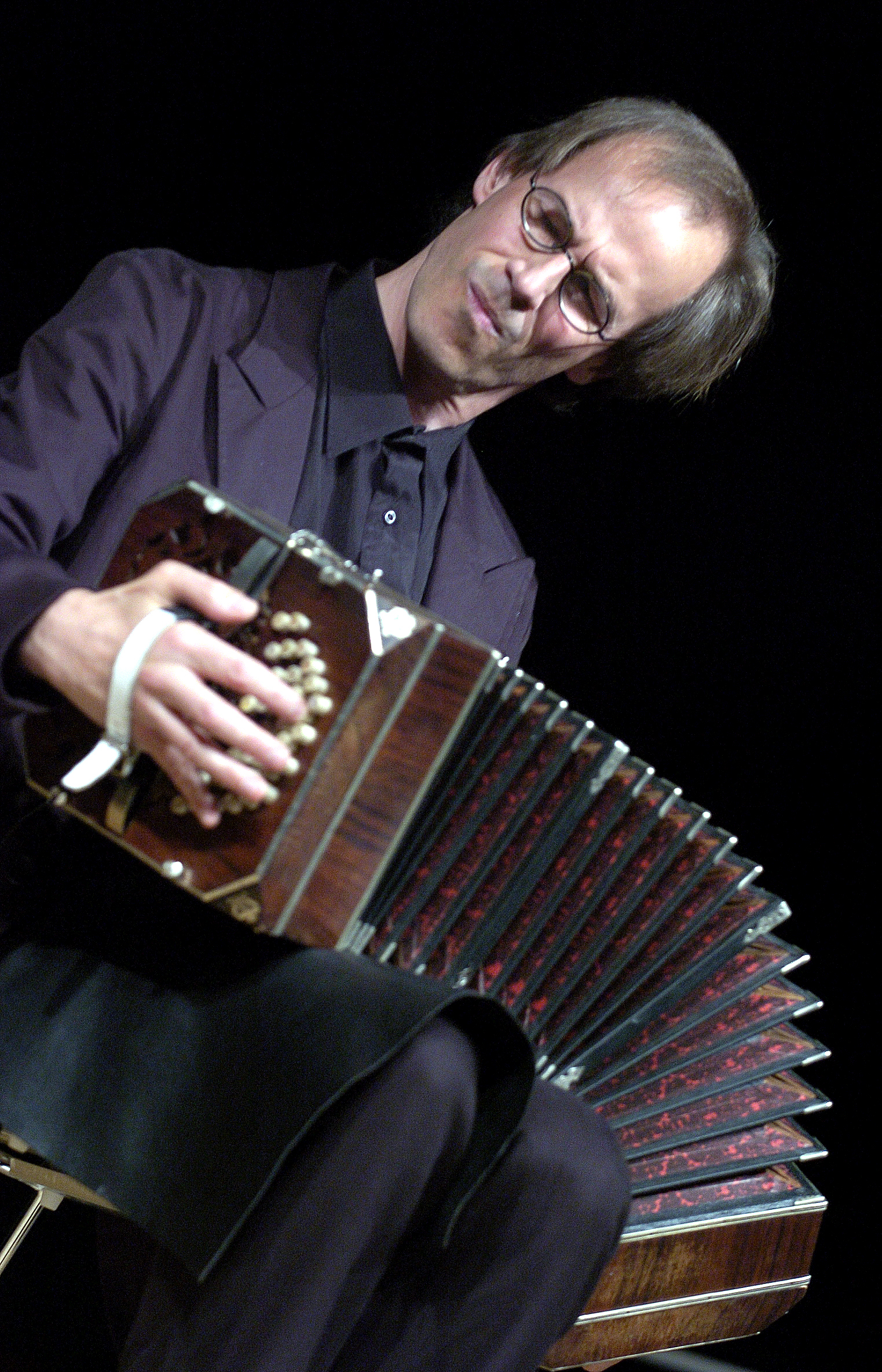
Per Arne Glorvigen (2016)

Per Arne Glorvigen (* 2. Juni 1963 in Drammen) ist ein norwegischer Bandoneonspieler.

## Werdegang
Glorvigen wuchs in Dovre auf und studierte von 1983 bis 1987 an der Norwegischen Musikhochschule in Oslo in den Fächern Gitarre und Akkordeon. Nach seinem Diplom übersiedelte er nach Paris, um sein Akkordeonstudium bei Richard Galliano fortzusetzen. Dort schloss er  Bekanntschaft mit dem Bandoneonisten Juan José Mosalini und setzte ab 1988 die Ausbildung bei ihm fort, um sich fortan ausschließlich dem Bandoneon zu widmen. Nach mehreren Aufenthalten in Buenos Aires, bei denen er auch mit dem Großmeister des Bandoneons Astor Piazzolla zusammentraf, startete er seine internationale Karriere.

## Wirken
1995 begann Glorvigen eine mehrjährige künstlerische Zusammenarbeit mit dem Geiger Gidon Kremer, in deren Verlauf vier CDs entstanden. Zusammen gaben sie mehr als 100 Konzerte. Eine weitere gemeinsame Arbeit verband Glorvigen ab 2003 mit dem Alban-Berg-Quartett, auf einer gemeinsamen Tournée kam die Komposition „Adieu, Satie“ für Bandoneon und Streichquartett von Kurt Schwertsik zur Uraufführung. Eine Live-CD mit diesem Werk und Stücken von Astor Piazzolla erschien 2004 bei EMI.
In der Spielzeit 2006/07 übernahm Per Arne Glorvigen die musikalische Leitung von Piazzollas Oper María de Buenos Aires an der Komischen Oper Berlin.
2006 war er künstlerischer Leiter des Musikfestivals in Bergen.
Er ist Mitbegründer des Ensembles Tango for 3 und gastiert regelmäßig mit großen Orchestern wie der Dresdner Philharmonie und dem Sinfonieorchester des Mitteldeutschen Rundfunks. Zu seinen ständigen Kammermusikpartnern gehören Giora Feidman, der Barockcellist Tormod Dalen sowie das Leipziger Streichquartett.
Zusammen mit Daniela Braun (Geige) und Arnulf Ballhorn (Kontrabass) hat er 2012 das Glorvigen-Trio gegründet, das den Tango (v. a. Astor Piazolla) mit klassischer Musik und den Kompositionen von J.S. Bach in eine Beziehung setzt. Im Jahr 2018 wurde die CD „El Arte de la Fuga y del Tango“ veröffentlicht.
Per Arne Glorvigen lebt in Paris.

## Diskografie
- Hommage À Piazzolla (1996, mit Gidon Kremer)
- El Tango (1997, mit Gidon Kremer)
- Maria de Buenos Aires (1998, mit Gidon Kremer)
- Schubert & Jiddische Lieder (1998, mit Giora Feidman)
- Tango Ballet (mit Gidon Kremer)
- From Yesterday To Penny Lane (2000, mit Göran Söllscher)
- Buenos Aires (2002 mit dem Schlagzeugquartett „Carrefour“)
- Milongas Y… Al Tango-Borges (2002, mit Haydée Alba)
- Tango sensations (2004, mit dem Alban-Berg-Quartett)
- Argentinian Tangos&Lyric Pieces by Grieg (2004)
- Sarabando (2005, mit Tormod Dalen)

## Werke
- TangoTanko, szenisches Tango-Konzert
- Duda y fuerza für Bandoneon und Streichquartett (2007)